# 야토미시
야토미시(일본어: 弥富市)는 일본 아이치현 서남부에 있는 시이다.

## 지리
2006년 4월 1일에 아마군 야토미정이 아마군 주시야마촌을 편입 합병하면서 동시에 시로 승격했다. 나베타강, 기소강을 사이에 두고 미에현과 접한다. 금붕어(야토미 금붕어)와 문조의 생산으로 유명하다. 나고야시에서 서쪽으로 20km 이내에 위치하고 남부는 나고야항 서부 임해 공업지대에 속하며 나고야항의 만안 지역과 가까워 해발 0m 지대가 크게 펼쳐진 지극히 평탄한 지형이다.
최근에는 나고야시와 왕래가 편리한 지역이라는 이점을 살려 철도역 주변을 중심으로 베드타운과 같은 주택 개발이 진행되고 있다. 이에 따라 인구도 크게 성장해 현재도 맨션 개발 등을 볼 수 있다. 도시 지역에서 농촌, 수전, 해안을 가지는 풍부한 지형을 이루고 있다.

## 인접하는 자치체
- 아이치현 아이사이시, 아마군 가니에정, 도비시마촌
- 미에현 구와나시, 구와나군 기소사키정

## 역사
- 1106년 - 사료상에 처음 등장한다.
- 1861년 - 금붕어 양식이 시작되었다.
- 1864년 - 문조 사육이 시작되었다.
- 1872년 - 마에가스가 도카이도의 역참이 되었다.
- 1880년 5월 7일 - 나베타강 이동 지역이 아이치현에 편입되었다.
- 1889년 4월 1일 - 아마군 미토미촌, 주시야마촌을 포함한 6개 촌이 성립하였다.
- 1895년 5월 24일 - 간사이 철도 마에가스역(현 간사이 본선 야토미역)이 개업하였다.
- 1900년 4월 3일 - 비사이 철도(현 나고야 철도 비사이선)가 개통하였다.
- 1903년 8월 26일 - 정으로 승격해 야토미정이 되었다.
- 1938년 6월 26일 - 간사이 급행전철 간큐야토미역(현 긴테쓰야토미역), 사코기역이 개업하였다.
- 1959년 9월 26일 - 이세만 태풍으로 큰 피해를 받았다.
- 2006년 4월 1일 - 주시야마촌을 편입하여 시로 승격해 야토미시가 되었다.

## 교통

### 철도
- 도카이 여객철도 간사이 본선
- 긴키 닛폰 철도 나고야선
- 나고야 철도 비사이선

### 도로
- 히가시메이한 자동차도
- 이세 만안 자동차도
- 국도 제1호선
- 국도 제23호선
- 국도 제155호선

## 인구
| 연도 | 인구   | ±%     |
| ---- | ------ | ------ |
| 1960 | 20,440 | —      |
| 1970 | 27,311 | +33.6% |
| 1980 | 36,457 | +33.5% |
| 1990 | 38,971 | +6.9%  |
| 2000 | 42,175 | +8.2%  |
| 2010 | 43,280 | +2.6%  |